# Массу (Ганіла)
Ма́ссу (ест. Massu küla) — село в Естонії, у волості Ганіла повіту Ляенемаа.

## Населення
Чисельність населення на 31 грудня 2011 року становила 35 осіб.